# Robbie Rogers
Robert „Robbie“ Hampton Rogers III (* 12. Mai 1987 in Rancho Palos Verdes, Kalifornien) ist ein ehemaliger US-amerikanischer Fußballspieler.

## Spielerkarriere

### Jugend und College
Rogers besuchte die Mater Dei High School in Santa Ana. Dort wurde er zweimal zum High School All-American gewählt. Nach seinem Abschluss wechselte er an die University of Maryland und spielte eine Saison für die College Auswahlmannschaft Maryland Terrapins. Mit der Mannschaft gewann er die NCAA Championship 2005.
Er spielte auch 2005 kurz bei den Orange County Blue Stars in der USL Premier Development League mit.

### Karriere als Profi
Im August 2006 unterschrieb Rogers einen Profivertrag bei dem niederländischen Erstligisten SC Heerenveen. Er bestritt aber nie ein Spiel für die Mannschaft und wechselte so zum Anfang der MLS Saison 2007 zu der Columbus Crew. In der Saison 2008 war Rogers einer der entscheidenden Spieler, die die Mannschaft zum Gewinn des MLS Supporters’ Shield und dem MLS Cup führten. 2008 wurde er auch in die beste Elf der Major League Soccer berufen.
Am 11. Januar 2012 wechselte Rogers zu Leeds United in die englische Football League Championship. Nachdem er in der Rückrunde der Saison 2011/12 in der zweiten englischen Liga nur drei Kurzeinsätze und einen Startelfeinsatz für Leeds absolviert hatte, wurde Rogers im August 2012 an den Drittligisten FC Stevenage verliehen. In der drittklassigen Football League One wurde er in der Spielzeit 2012/13 fünf Mal eingewechselt und absolvierte einen Startelfeinsatz. Am 15. Januar 2013 wurde sein Vertrag am Tag seiner Rückkehr nach dem Ende des Leihgeschäfts mit dem FC Stevenage  aufgelöst.
Einen Monat später outete sich der vertragslose Rogers auf seiner Website als homosexuell und gab gleichzeitig seinen sofortigen Rücktritt vom Profifußball bekannt. Am 25. Mai 2013 kündigte er sein Comeback beim Major League Soccer Verein LA Galaxy an. Er ist der einzige Fußballprofi der Major League Soccer, der sich offen zu seiner Homosexualität bekannt hat. Am 27. Mai 2013 hatte er gegen Seattle Sounders nach seiner Einwechslung in der 77. Minute sein Comeback. Er ist der erste geoutete homosexuelle Profi, der in der MLS ein Spiel absolvierte.
Am 7. November 2017 gab Rogers mit 30 Jahren seinen Rücktritt vom Fußballsport bekannt. Der Grund ist eine Knöchelverletzung, die er sich im Mai des Jahres zuzog. Dabei wurden Nerven verletzt und er machte danach kein Spiel mehr für die LA Galaxy.

## Nationalmannschaft
Von 2004 bis 2007 war Rogers Mitglied der U-20 Nationalmannschaft der USA. Er nahm an der Junioren-Fußballweltmeisterschaft 2007 in Kanada teil und war Stammspieler, als das Team das Viertelfinale erreichte. Im Technischen Bericht des Turniers wird er neben Freddy Adu und Michael Bradley als „herausragender Spieler“ seines Teams gelistet und mit den Worten „antrittsschneller, offensiver linker Mittelfeldspieler, stark in Eins-gegen-Eins-Situationen, gute individuelle Technik“ beschrieben. Ein Jahr später nahm er mit der U-23-Auswahl an den Olympischen Sommerspielen 2008 in China teil und stand beim Vorrundenaus in allen drei Partien in der Startelf.
Sein Debüt in der US-amerikanischen A-Nationalmannschaft gab Rogers am 24. Januar 2009 im Spiel gegen Schweden. Beim CONCACAF Gold Cup 2009 war er Teil des Kaders und überzeugte im Spiel gegen Grenada mit einem Tor und zwei Vorlagen. Im Finale unterlag die US-Auswahl mit Rogers in der Startelf Mexiko mit 0:5.
Rogers stand im vorläufigen Kader für die Fußball-Weltmeisterschaft 2010 in Südafrika, wurde aber von Trainer Bob Bradley am 26. Mai 2010 wieder gestrichen. Sein 18. und letztes Länderspiel absolvierte Rogers am 15. November 2011, als er in einem Freundschaftsspiel gegen Slowenien in der Nachspielzeit eingewechselt wurde.

## Privatleben
Robbie Rogers ist seit 2013 mit dem Regisseur Greg Berlanti liiert. Im Februar 2016 wurden die beiden mit Hilfe einer Leihmutter Eltern eines Jungen. Am 13. Mai 2019 wurden sie Eltern einer Tochter.